# Chiesa di Sant'Ignazio di Loyola (Carpi)
La  chiesa di Sant'Ignazio di Loyola è un luogo di culto di Carpi costruito nel 1670 ed inaugurato nel 1682 dai gesuiti, presenti nella cittadina emiliana dal 1622. Nell'attiguo edificio, ora seminario vescovile, avevano sede il loro collegio e le scuole pubbliche. Il progetto venne redatto dal modenese Antonio Loraghi, allievo di Bartolomeo Avanzini, architetto ducale.

## Descrizione
Alla sobria e alta facciata si accosta un arioso interno a pianta centralizzata a croce greca con grandi cappelle laterali e cupole. La decorazione è in stucco e contrasta con la ricchezza degli altari in scagliola, dipinti con effetto illusionistico. Notevoli i paliotti in scagliola e l'altare maggiore del 1696, capolavoro di Giovanni Pozzuoli e Giovanni Massa. Sono presenti dipinti di F. Stringa, G. Brandi, B. Lamberti, A. Lugli.
Nell'attiguo palazzo del seminario si possono vedere alcune tele tra cui spicca l'Assunta, affresco strappato di frà Stefano da Carpi.
È sede del Museo diocesano di Carpi.